# Loma de Arena
Loma de Arena, también conocido como "Lomita Arena", es un centro poblado colombiano ubicado en el municipio de Santa Catalina en Bolívar, a 47 km al noreste de Cartagena de Indias. Fue fundado por María de Jesús Castros Hernández en el año 1921. En honor a ella se dio el nombre a la Biblioteca del centro poblado.
Este centro poblado queda ubicado estratégicamente entre las ciudades de Cartagena y Barranquilla en toda la vía al mar.

## Datos básicos
Loma de Arena se encuentra ubicado en la región litoral del Caribe del departamento de Bolívar, limita al norte y occidente con el centro poblado de Galerazamba, al oriente con el mar Caribe y Cartagena de Indias  y al sur con el municipio de Santa Catalina. Está al nivel del mar en una región predominante llana. 
La población se dedica predominantemente a la pesca y pocas veces a la agricultura. El relieve del centro poblado es uniformemente llano, con algunas curiosidades geológicas como el volcán de lodo del Totumo, uno de los atractivos turísticos del centro poblado. Al norte, cerca de la ensenada de Galerazamba, las tierras son bajas y desagua la ciénaga del Totumo, que también comparte con el departamento del Atlántico.

## Cultura

### Biblioteca
Loma de Arena cuenta con una biblioteca llamada Biblioteca Pública María de Jesús Castro Hernández ubicada en la plaza central vía a Galerazamba. Pertenece a la Red Nacional de Bibliotecas Públicas de Colombia y a la Red de Bibliotecas Públicas de Bolívar. En el año 2019, se desarrolló el proyecto "Tu andar será mi primer trazo" en el marco de la Pasantía de Bibliotecas Públicas del Programa Nacional de Estímulos. Su resultado fue la creación de un libro llamado Los caminos de Lomita de Arena, en el cual se recuperaron las memorias locales de los adultos mayores del centro poblado.